# Jean Delbecchi
Jean Delbecchi (Marseille, 1932 - Antony, 1994) était un journaliste français, qui fut le secrétaire général du Syndicat des journalistes français de 1975 à 1983 puis son président de 1981 à 1987, en étant réélu à l'unanimité en 1984, alors qu'il travaille pour L'Agefi et Le Nouveau Journal.

## Biographie
Né en 1932, Jean Delbecchi était le fils du chef des sténographes de l'Assemblée nationale, métier qu'il a ensuite lui-même exercé. Il a succédé à André Tisserand comme élu de la CFDT à la Commission de la carte d'identité des journalistes professionnels, où il a fait valoir les droits des journalistes sténographes.
Il a été élu secrétaire général du Syndicat des journalistes français lors du congrès de Toulon en 1975, qui a vu la direction précédente, menée par Paul Parisot, renversée, sous l'action du nouveau président Noël Monier, qui deviendra un peu plus tard un secrétaire général avec statut de permanent, rémunéré par le syndicat. Les effectifs du Syndicat des journalistes français sont alors passés à 800 syndiqués contre 200 en 1964 et ils vont continuer à progresser fortement lors de la deuxième partie de la décennie.
Jean Delbecchi est mort en 1994 à 62 ans.